# Chantelouve
Chantelouve est une ancienne commune française située dans le département de l'Isère en région Auvergne-Rhône-Alpes. Depuis le 1er janvier 2019, elle est commune déléguée de Chantepérier. Ses habitants sont appelés les Chantelouviers.

## Géographie
La commune, traversée par le 45e parallèle nord, est de ce fait située à égale distance du pôle Nord et de l'équateur terrestre (environ 5 000 km).
La commune de Chantelouve est située à approximativement 70 km au sud de Grenoble. Elle se situe dans le massif de l'Oisans, à quelques kilomètres du Bourg-d'Oisans. Pour y accéder, en venant de Grenoble par la route du Bourg-d'Oisans, il faut prendre la route qui mène au col d'Ornon par La Paute. En venant par La Mure, il faut prendre la route de Valbonnais.
La commune est en bordure du parc des Écrins.

### Lieux-dits
- Le Col d'Ornon ;
- Les Suffets ;
- Les Sciauds ;
- Villelonge ;
- Les Faures ;
- Les Bosses ;
- La Chalp.

### Communes limitrophes
|           | Ornon       |                    |
| Lavaldens | Chantelouve | Villard-Notre-Dame |
|           | Le Périer   |                    |

## Histoire
Le 1er janvier 2019, la commune fusionne avec Le Périer pour former la commune nouvelle de Chantepérier dont la création est actée par un arrêté préfectoral du 18 décembre 2018.

## Politique et administration
| Période                                  | Période  | Identité             | Étiquette | Qualité                         |
| ---------------------------------------- | -------- | -------------------- | --------- | ------------------------------- |
| 1957                                     | 1977     | Albert Faure         | SE        | Commerçant                      |
| 1977                                     | 2008     | Jean-Pierre Bauchon  | SE        | Entrepreneur de travaux publics |
| 2008                                     | 2014     | Gaëtan Joubert-Pinet | UMP       | Entrepreneur de travaux publics |
| 2014                                     | En cours | Alain Siaud          | SE        | Fonctionnaire                   |
| Les données manquantes sont à compléter. |          |                      |           |                                 |

### Langue
Historiquement, Chantelouve appartient à la zone de parlers occitans de type vivaro-alpins.

## Démographie
L'évolution du nombre d'habitants est connue à travers les recensements de la population effectués dans la commune depuis 1793. Pour les communes de moins de 10 000 habitants, une enquête de recensement portant sur toute la population est réalisée tous les cinq ans, les populations de référence des années intermédiaires étant quant à elles estimées par interpolation ou extrapolation. Pour la commune, le premier recensement exhaustif entrant dans le cadre du nouveau dispositif a été réalisé en 2006.

En 2016, la commune comptait 80 habitants, en évolution de +5,26 % par rapport à 2010 (Isère : +3,07 %, France hors Mayotte : +2,11 %).
| 1793 | 1800 | 1806 | 1821 | 1831 | 1836 | 1841 | 1846 | 1851 |
| ---- | ---- | ---- | ---- | ---- | ---- | ---- | ---- | ---- |
| 360  | 360  | 356  | 371  | 463  | 430  | 424  | 370  | 456  |

| 1856 | 1861 | 1866 | 1872 | 1876 | 1881 | 1886 | 1891 | 1896 |
| ---- | ---- | ---- | ---- | ---- | ---- | ---- | ---- | ---- |
| 423  | 403  | 400  | 380  | 402  | 394  | 378  | 370  | 327  |

| 1901 | 1906 | 1911 | 1921 | 1926 | 1931 | 1936 | 1946 | 1954 |
| ---- | ---- | ---- | ---- | ---- | ---- | ---- | ---- | ---- |
| 297  | 298  | 291  | 249  | 220  | 215  | 198  | 158  | 169  |

| 1962 | 1968 | 1975 | 1982 | 1990 | 1999 | 2006 | 2011 | 2016 |
| ---- | ---- | ---- | ---- | ---- | ---- | ---- | ---- | ---- |
| 141  | 127  | 82   | 60   | 72   | 73   | 73   | 78   | 80   |

## Lieux et monuments
Dans le patrimoine immobilier de Chantelouve on trouve :
- l'ensemble four / chapelle des Siauds ;
- l'ancienne école des Bosses hébergeant actuellement la mairie ;
- l'ancien presbytère et son parc clôt, ses fours banaux, ses canaux et moulins.
- L'intersection du 45e parallèle nord et du 6e méridien à l'est de Greenwich se trouve sur le territoire de la commune (voir aussi le Degree Confluence Project).

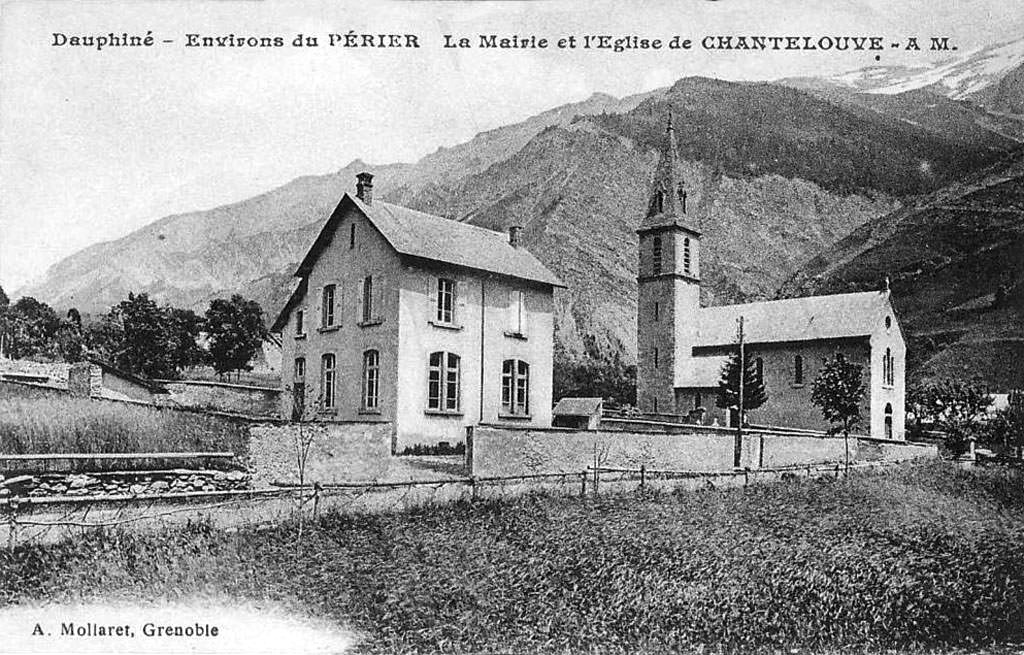
L'église et l'école de Chantelouve au début du XXe siècle

## Tourisme

### Hiver
Chantelouve possède une petite station de ski familiale, au col d'Ornon. La partie ski alpin est gérée en commun par Chantelouve et Ornon. Le ski de fond est quant à lui praticable sur les 4 pistes balisées, soit plus de 20 km en pleine nature, qui sillonnent à travers la forêt domaniale de Chantelouve. Enfin, un parcours de raquette est également balisé. Un superbe domaine resté sauvage et proche de la nature.

### Été
De nombreux sentiers serpentent dans la montagne aux environs de Chantelouve, notamment en direction du parc national des Écrins. Le lac du vallon situé à 2 500 m est un classique de la région, compter 3 h de marche. La proximité du parc national permet de croiser une faune abondante et variée. Les passionnés de géologie trouveront aussi de nombreux centres d'intérêt, tel que la faille du col d'Ornon.
Le parcours d'orientation a été récemment aménagé, accessible à tous. Le site d'escalade a été rééquipé sur la dalle de la Chalp